# Подстаницкий, Сергей Александрович
Сергей Александрович Подстаницкий (р. 1976) — российский коллекционер, искусствовед.

## Биография
Выпускник отделения истории искусств факультета музеологии Российского государственного гуманитарного университета (1998).
Ещё студентом стажировался в отделе экспертизы Государственного научно-исследовательского института реставрации, в 1998—2006 работал в отделе научной экспертизы Всероссийского художественного научно-реставрационного центра им. И. Э. Грабаря, специализируясь на творчестве русских художников-баталистов XIX — начала XX веков.
Автор ряда публикаций по вопросам атрибуции русского портрета XVIII и XIX веков (в том числе в изданиях «Наше наследие», «Московский журнал» и др.). Постоянный участник научных конференций, связанных с вопросами истории искусства. В 2013 году начал издавать сборник «Материалы по русской иконографии», объединивший ведущих специалистов по истории русского портрета. Эксперт аукционных домов «Русская эмаль» (Москва) и Hermitage Fine Art (Монако).
Основатель Клуба Коллекционеров Графики и одноимённого аукционного дома.
Коллекционер, вместе с супругой Татьяной Подстаницкой специализируется на русском искусстве конца XVIII — 1-й пол. XIX века, преимущественно портрете.
Подстаницкий неоднократно передавал произведения искусства из своей коллекции в дар музеям (Государственный исторический музей, Государственный музей-заповедник «Царское Село», Музей-панорама «Бородинская битва», Государственный музей А. С. Пушкина и др.).
В 2011 и 2012 гг. обнаружил на различных европейских аукционах три живописных полотна, происходящих из коллекции императора Николая I и похищенных в годы Второй Мировой войны из царскосельского музея. Полотна были приобретены, атрибутированы и безвозмездно переданы Подстаницким в собрание Государственного музея-заповедника «Царское Село».

Портреты из коллекции Подстаницких
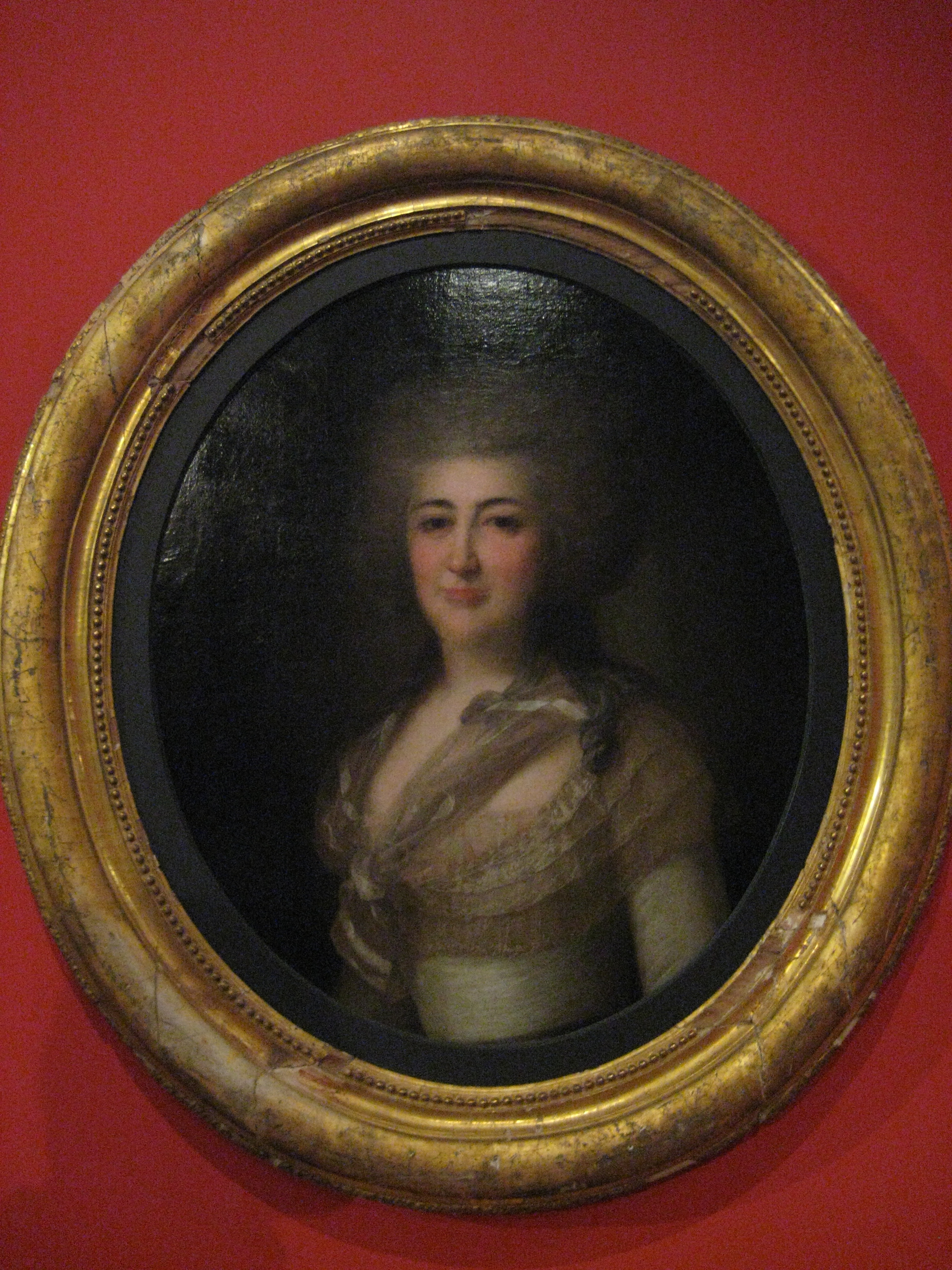
Федор Рокотов. Портрет неизвестной дамы, 1780-е.
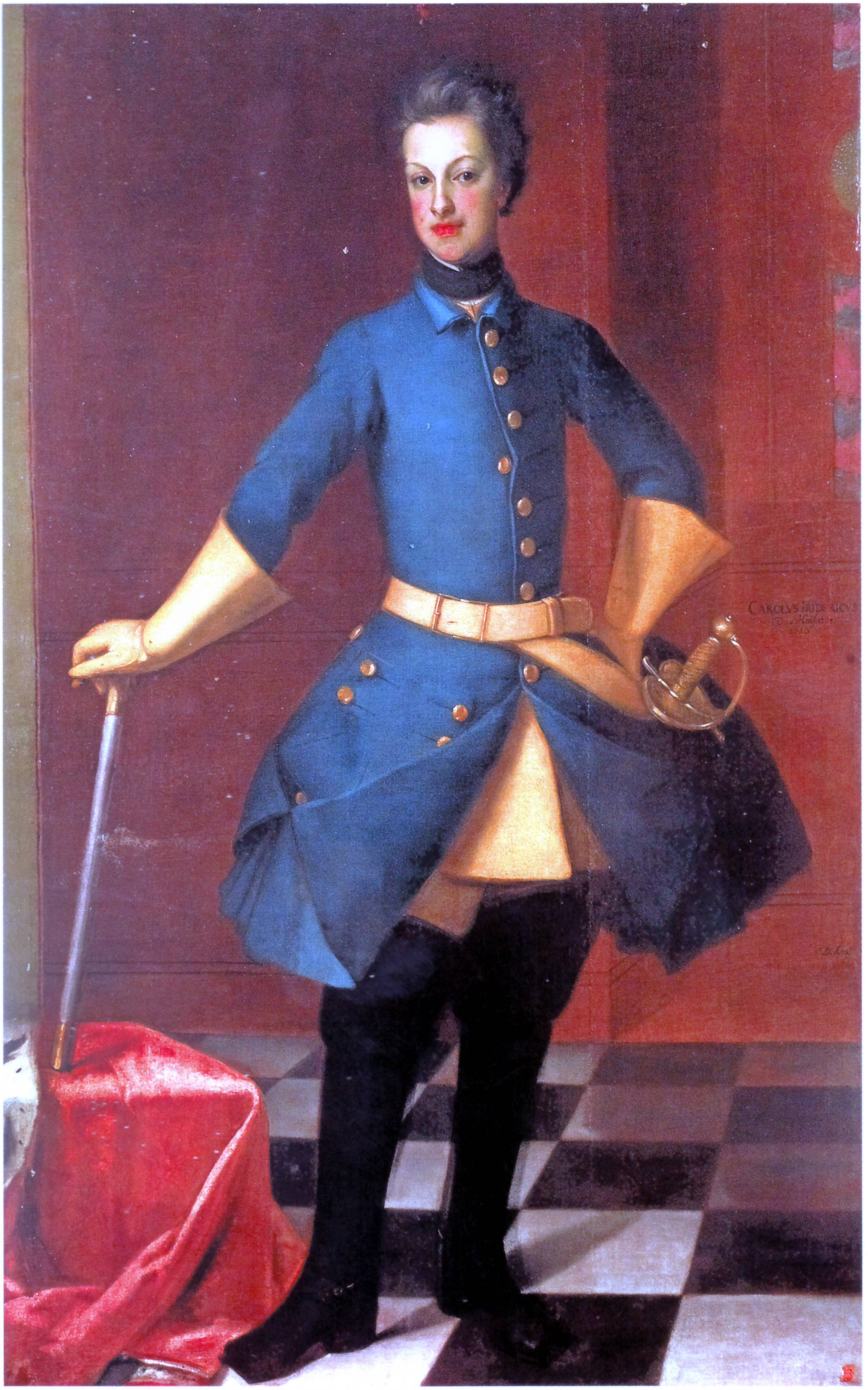
Давид фон Крафт. Портрет Карла Фридриха Гольштейн-Готторпского.
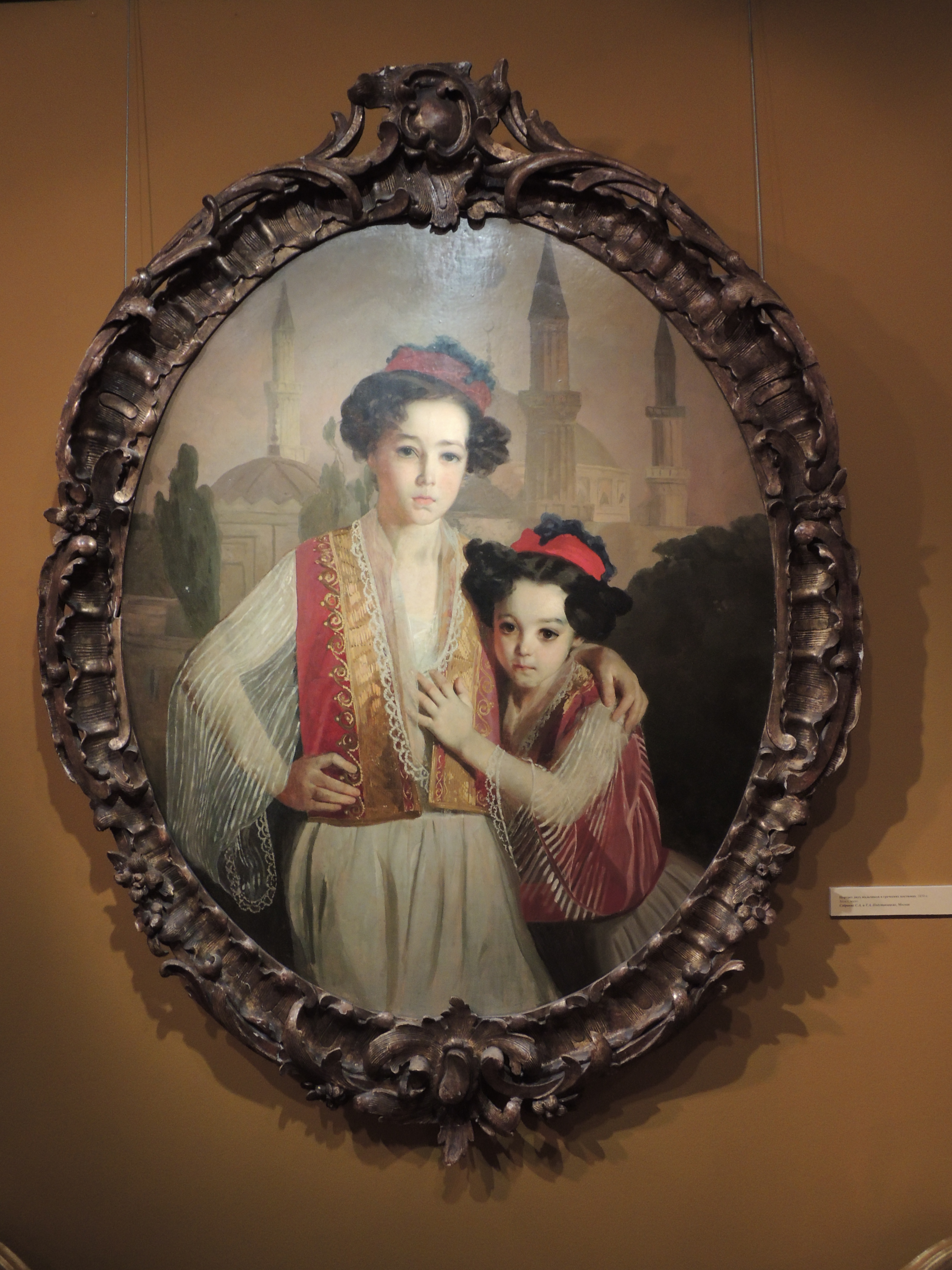
И. К. Макаров. Портрет двух мальчиков в греческих костюмах. 1850-е.
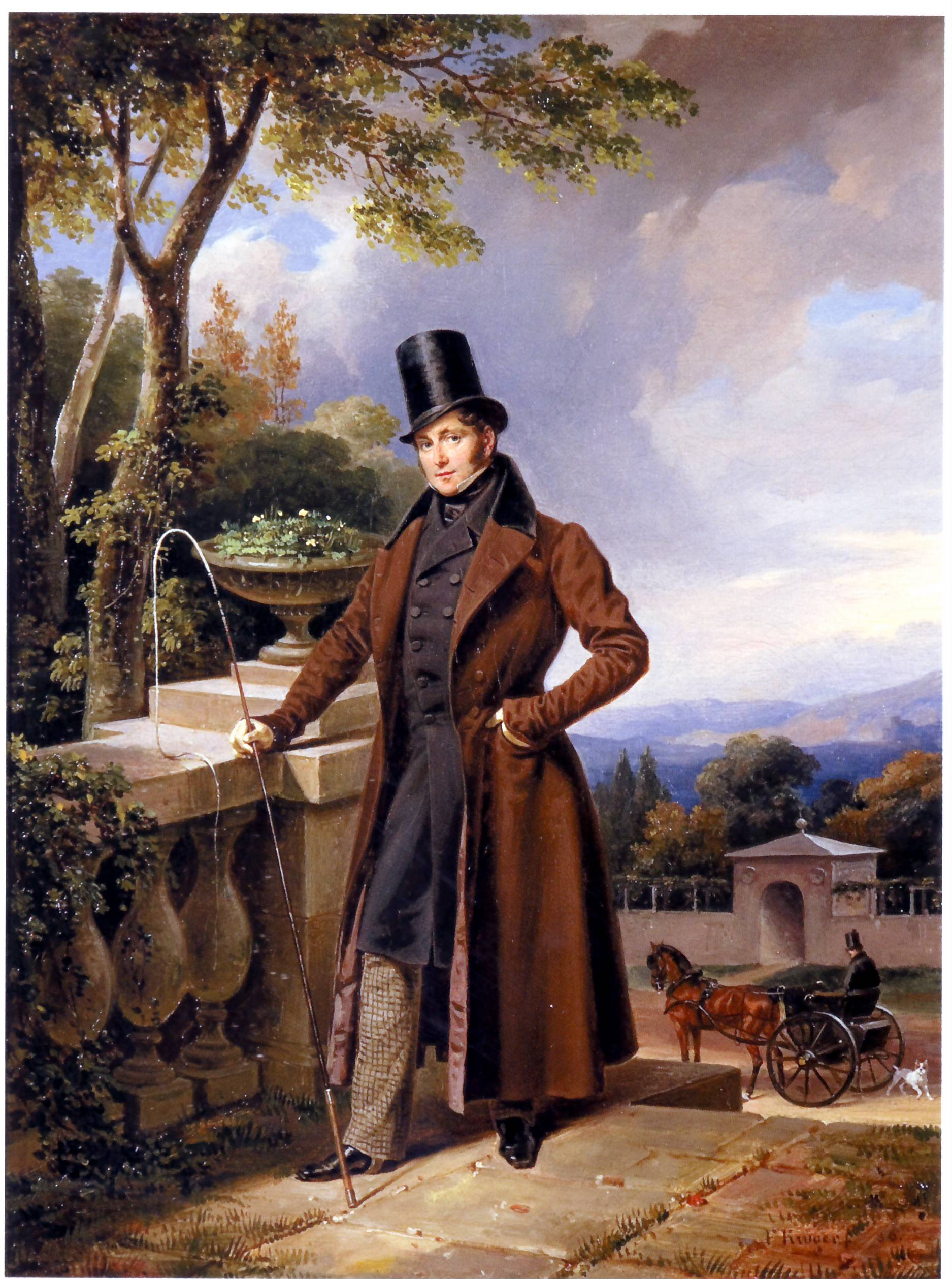
Франц Крюгер. Портрет князя Льва Витгенштейна.

## Выставки
Куратор:
- «Графика А.Орловского из частных собраний»
- «Иван Фомин: от модерна к неокласскике» (2015)
- «Наполеон. Жизнь и судьба» (2019) в Доме-музее М. Муравьева-Апостола

Персональные выставки собрания Подстаницких прошли в Музее-квартире И.Сытина (2006 и 2007), Государственном историческом музее (2010), Государственном музее-заповеднике «Царское Село» (2011), Государственном музее изобразительных искусств им. А. С. Пушкина (2012, в рамках выставки «Портреты коллекционеров»), Музее декоративно-прикладного и народного искусства (2012 и 2013), Государственном музее-заповеднике «Царицыно» (2018—2019), Государственном музее А. С. Пушкина (2020).
- Фестиваль «Коллекционеры и коллекции». Всероссийский музей декоративно-прикладного и народного искусства.
- Шедевры европейского портрета конца XVIII – начала XIX вв. из собрания С. и Т.Подстаницких. 2012.
- Сто лет русской графики из собрания С. и Т. Подстаницких. 2013.

Специальные проекты Российского антикварного салона:
- Эпоха императора Николая I. 1825-1855. Искусство парада. Живопись, графика и скульптура из частных собраний. 2009.
- Императорские сокровища из частных собраний. 1801-1855. 2010.

Выставки Клуба коллекционеров графики (куратор и автор каталога):
- Выставка памяти Андрея Леонидовича Кусакина (1946-2020). Галерея «Мастера». Зима 2021.
- Русский графический портрет XIX-XXI вв. из частных собраний. Фонд In Artibus. Весна 2021.
- Архитектурная графика из частных собраний. Фонд In Artibus. Весна-лето 2021.
- Графика XVIII века из частных коллекций. ГМЗ «Царицыно». Лето 2021.
- Филипп Андреевич Малявин (1869-1940). Графика из частных собраний. Галерея «Веллум». Осень-зима 2021.
- Графика 1-й половины XIX столетия из частных собраний. Музей В.А.Тропинина и московских художников его времени. Зима 2022.
- Кошки, котики, котята. Дом Вишневского. Весна 2022.
- «Будет ласковый дождь». Совместно с галереей «Ковчег». Лето 2022.